# REPO! レポ
『REPO! レポ』（原題: Repo! The Genetic Opera）はダーレン・リン・バウズマン監督のロックミュージカル映画。2008年11月7日にアメリカで公開された。映画はダーレン・スミスとテランス・ズダニッチが創作した演劇を基に創られた。

## ストーリー
2056年、死に至る流行性の臓器不全が発生し、地球規模の大パニックに陥る。科学者たちは臓器狩りの計画を打ち出し、その計画によって臓器移植を主たる事業とする大バイオテック企業「ジーン社」が出現する。ジーン社は回収を含めた賠償請求権を有しており、臓器代金の支払いが滞ったものに対してはジーン社と契約を結んだ暗殺者としての能力をも有する「レポマン」と呼ばれる回収人が臓器回収に当たる。
物語は極めて稀な血液病を患う17歳の少女、アレクサ・ヴェガ演じるシャイロ・ウォーレンスを中心に進む。シャイロはアンソニー・ヘッド演じる父・ネイサン・ウォーレンスによって家の中で外界から固く守られていた。シャイロは家から出て、外の世界に触れたい気持ちを抑えるのにもがき苦しんでいたが、父ネイサンも自らの職業である「レポマン」としての次の標的に苦悩していた。その標的とはサラ・ブライトマン演じる女性オペラ歌手ブラインド・マグ。彼女は死んだシャイロの母マーニの親友であった。
一方、ジーン社の社長であるロッティ（ポール・ソルヴィノ）とその長女アンバー（パリス・ヒルトン）、そしてロッティの二人の息子ルイージとパヴィ（ビル・モーズリー、ニヴェック・オーガ各）から成るラルゴ家は、死にゆくロッティの社長の座を巡って残された3人の兄弟間で争いが繰り広げられる。
やがて二つの物語は「ジーンオペラ」を舞台に合流する。

## キャスト
シャイロ・ウォーレンス - アレクサ・ヴェガ
母親からの遺伝により発症した血液病のため、自宅に軟禁された少女。
ロッティ・ラルゴ - ポール・ソルヴィノ
ジーン社の死にゆく社長。
アンバー・スウィート - パリス・ヒルトン
美容整形手術中毒のロッティの長女。
ルイージ・ラルゴ - ビル・モーズリー
ロッティの長男。怒りっぽい性格。
ネイサン・ウォーレンス - アンソニー・ヘッド
シャイロの父であり、妻・マルニを亡くした男やもめ。合法的暗殺者“レポマン”としての裏の顔を持つ。
ブラインド・マグ - サラ・ブライトマン
盲目として生まれるが、ジーンオペラで歌うことと引き換えにジーン社により視力を得る。
パヴィ・ラルゴ - ニヴェック・オーガ
ロッティの次男。バカで見栄っ張りな性格。

## プロダクション
撮影は2007年のカナダで開始された。計画では2008年4月25日に封切られる予定であったが、2008年11月7日に延期となった。なお、エグゼクティブ・プロデューサーとして名を連ねるX JAPANのメンバーYOSHIKIが、本映画のサウンドトラックのプロデュースとテーマソングを手がけている。

## 備考
- 劇場版の最初の映像化としては、ダーレン・リン・バウズマンが手がけたショウニー・スミス主演の10分間の予告編であり、原作の映画会社への売り込みが目的であった。
- 予告編から唯一、本編に継続出演している出演者は、共同制作者であり脚本家でもあるテランス・ズダニッチのみである。ズダニッチは劇場版、映画予告編、映画本編の三作品全てに盗掘者役で出演している。
- ヒーザー・スウィートとルッチ・ラルゴは、映画化に際しそれぞれアンバー・スウィートとルイージ・ラルゴに役名が変更された。
- 2008年9月30日にサウンドトラックが発売された。
- パリス・ヒルトンは本作の出演でゴールデンラズベリー賞の最悪助演女優賞を受賞。同年の「The Hottie and the Nottie」の最悪主演女優賞・最悪スクリーンカップル賞と併せて3部門受賞した。

## サウンドトラック
2008年9月30日に、映画のサウンドトラックがリリースされた。販売は Amazon.com と iTunes のみ。
1. 「Genetic Repo Man」
2. 「Crucifixus」
3. 「Things You See in a Graveyard」
4. 「Infected」
5. 「Legal Assassin」
6. 「Bravi!」
7. 「21st Century Cure」
8. 「Mark It Up」
9. 「Can't Get It Up If the Girl's Breathing?」
10. 「Zydrate Anatomy」
11. 「Thankless Job」
12. 「Chase the Morning」
13. 「Seventeen」
14. 「Gold」
15. 「Night Surgeon」
16. 「At the Opera Tonight」
17. 「We Started This Op'ra Shit!」
18. 「Needle Through a Bug」
19. 「Chromaggia」
20. 「Let the Monster Rise」
21. 「I Didn't Know I'd Love You So Much」
22. 「Genetic Emancipation」